# Molesmes
Molesmes era una comuna francesa situada en el departamento de Yonne, de la región de Borgoña-Franco Condado, que el 1 de enero de 2017 pasó a ser una comuna delegada de la comuna nueva de Les Hauts-de-Forterre al fusionarse con las comunas de Fontenailles y Taingy.

## Demografía
| Gráfica de evolución demográfica de Molesmes entre 1800 y 2014 |
|                                                                |

Los datos demográficos contemplados en este gráfico de la comuna de Molesmes se han cogido de 1800 a 1999 de la página francesa EHESS/Cassini, y los demás datos de la página del INSEE.